# Цуруги (синкансэн)
Цуруги (яп. つるぎ) — высокоскоростной поезд, относящийся к линиям синкансэн и эксплуатируемый West Japan Railway Company (JR West) между станциями Тояма и Канадзава на участке линии Хокурику-синкансэн в Японии. Движение поездов началось 14 марта 2015 года вместе с вводом в эксплуатацию участка Хокурику-синкансэн от Нагано до Канадзавы.

## Краткая характеристика маршрута
По состоянию на 01 июля 2018 года на маршруте ежедневно работают от 17 до 19 пар поездов:
Отправление от станции Тояма осуществляется в интервале с 6 ч. 12 мин. по 23 ч. 33 мин.
Отправление от станции Канадзава осуществляется в интервале с 6 ч. 50 мин. по 23 ч. 37 мин.
Поезд функционирует в качестве шаттла между городами Тояма и Канадзава, делая остановку на станции Син-Такаока.
Время в пути обычно занимает 23 минуты. Движение осуществляется с максимальной скоростью до 260 км/ч (160 миль в час).

## Подвижной состав
- Синкансэн серии E7, состоящий 12 вагонов (депо в городе Нагано), начиная с 14 марта 2015 года
- Синкансэн серии W7, состоящий 12 вагонов (депо в городе Хакусан), начиная с 14 марта 2015 года

Буква в названии серии означает, что дизайн был создан для JR East (E7) и JR West (W7) соответственно.

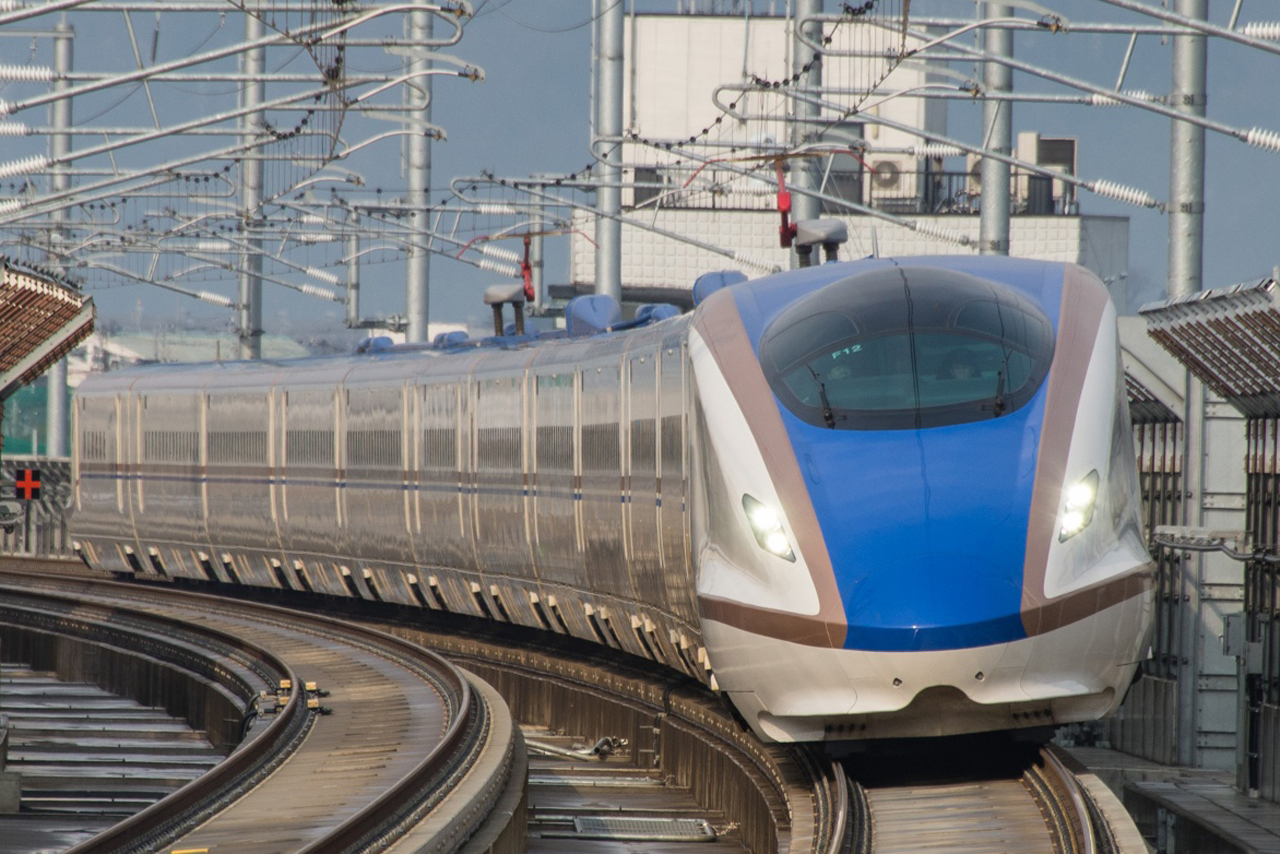
Поезд серии E7 на линии Хокурику

## Схема поезда
Состав состоит из 12 вагонов серии JR East E7 и JR West W7, нумерация вагонов осуществляется с восточного направления (со стороны города Тояма). Вагоны с 1 по 7 — вагоны обычного класса, сидения расположены по схеме 2 + 3. Вагон 11 — «зеленый» класс (яп. グリーン車) сидения расположены по схеме 2 + 2 (аналог бизнес-класса). Вагоны с 8 по 10 и 12 недоступны для пассажиров. Курение в поезде полностью запрещено.
| Вагон    | 1         | 2         | 3               | 4         | 5             | 6             | 7                                  | 8         | 9         | 10        | 11                        | 12        |
| -------- | --------- | --------- | --------------- | --------- | ------------- | ------------- | ---------------------------------- | --------- | --------- | --------- | ------------------------- | --------- |
| Тип мест | Свободные | Свободные | Свободные       | Свободные | Резервируемые | Резервируемые | Резервируемые                      | Служебные | Служебные | Служебные | Зелёный класс             | Служебные |
| Удобства | Туалет    |           | Туалет, телефон |           | Туалет        |               | Место для колясок, туалет, телефон | Служебные | Служебные | Служебные | Место для колясок, туалет | Служебные |